# نيك دودغ
نيك دودغ هو لاعب هوكي الجليد كندي، ولد في 1 مايو 1986 في أوكفيل في كندا.

## وصلات خارجية
- نيك دودغ على موقع دوري الهوكي الوطني (الإنجليزية)
- نيك دودغ على موقع EliteProspects.com (الإنجليزية)
- نيك دودغ على موقع HockeyDB.com (الإنجليزية)